# Tomáš Konečný
Tomáš Konečný (Olomouc, 11 d'octubre de 1973) és un ciclista txec, ja retirat, que fou professional del 1996 al 2007.
En el seu palmarès destaca la Volta a l'Algarve de 1998, el Campionat nacional en ruta de 1999 i una etapa a la Volta a Espanya de 2001. El 2000 va prendre part als Jocs Olímpics d'Estiu de Sydney, on va disputar, sense sort, dues proves del programa de ciclisme. El 2001 fou escollit ciclista txec de l'any.
Una vegada retirat passà a exercir tasques de direcció esportiva a l'equip SKC Tufo Prostějov.

## Palmarès
- 1996
  - Vencedor d'una etapa a la Commonwealth Bank Classic
  - Vencedor d'una etapa a la Volta a Saxònia
- 1998
  - 1r a la Volta a l'Algarve i vencedor de 2 etapes
  - Vencedor d'una etapa al Tour de Beauce
- 1999
  -  Campió de Txèquia en ruta
  - Vencedor d'una etapa a la Volta a La Rioja
  - Vencedor de 2 etapes al Herald Sun Tour
- 2000
  - 1r al Tour de Beauce i vencedor d'una etapa
  - 1r a la Poreč Trophy 5
- 2001
  - Vencedor d'una etapa a la Volta a Espanya
- 2003
  - Vencedor d'una etapa a la Jadranska Magistrala
  - Vencedor d'una etapa a la Volta a la Baixa Saxònia
  - Vencedor d'una etapa a la Cursa de la Pau
  - Vencedor d'una etapa al Tour de Beauce

### Resultats al Tour de França
- 2002. 65è de la classificació general

### Resultats a la Volta a Espanya
- 2001. 16è de la classificació general. Vencedor d'una etapa
- 2004. Abandona (9a etapa)